# 小野市立河合中学校
小野市立河合中学校（おのしりつ かわいちゅうがっこう）は、兵庫県小野市にある公立中学校。通称は「河合中」（かわいちゅう）。

## 概要
加東郡河合村立河合小学校に併設された河合村立河合中学校は、1948年（昭和23年）には旧陸軍の青野ヶ原戦車隊の車庫及び被服庫の譲渡を受け、青野ヶ原大地に移転したため、現在の教育施設から見れば、お粗末な限りではあるが、ほとんどの学校が独立校舎を持てない時代であったので、恵まれた方と言えるだろう。これには当時の蓬莱龍二村長をはじめとする村の有力者が、「国力の回復は教育から」と重点的に精力を注がれた結果と言われている。しかしながら、建物はさすがに旧陸軍のものであるだけに頑丈に造られているが、教室の採光が悪くいつも薄暗く、夏には蒸風呂のような状態であった。その後、1954年（昭和29年）に小野市制の実施とともに小野市立河合中学校となり、1972年（昭和47年）には新校舎へ移転。校舎の全面改修や耐震工事などが施され、2012年（平成24年）には空調設備が整えられた。
現在、全校生徒は約150人ほどであり、全て小野市立河合小学校から入学してくる。卒業後は兵庫県立小野高等学校、兵庫県立小野工業高等学校、兵庫県立三木高等学校、兵庫県立三木東高等学校、兵庫県立三木北高等学校、兵庫県立社高等学校、兵庫県立加古川東高等学校などへ進学する。

## 教育目標
- 「他者と共創し、主体的に学ぶ児童生徒の育成」

理数教育の推進を中核として、科学的な考え方・態度に裏打ちされた主体性を発揮し、私たちの地域・社会の未来を他者と共創していく自立した人材を育成する。

## 沿革
- 1947年（昭和22年）3月 河合村立河合中学校設置（加東郡河合村立河合小学校に併設）
- 1947年（昭和22年）4月 河合村立河合中学校発足
- 1947年（昭和22年）6月 河合村立河合中学校開校
- 1948年（昭和23年）10月 独立校舎（青野ヶ原台地）に移転開始
- 1954年（昭和29年）12月 小野市制実施とともに小野市立河合中学校となる
- 1955年（昭和30年）4月 小野市立河合中学校PTA結成
- 1968年（昭和43年）4月 学校給食開始
- 1972年（昭和47年）1月 新校舎（三和町）竣工
- 1978年（昭和53年）1月 運動場周辺に開校30周年記念植樹
- 1980年（昭和55年） 学校安全優良校として兵庫県表彰を受賞
- 1983年（昭和58年） 全国優良交通安全協会長表彰を受賞
- 1996年（平成8年）9月 頭髪自由化を実施
- 1997年（平成9年）1月 校舎全面改修工事完了
- 1997年（平成9年）6月 創立50周年記念式典、「ゆたかな心」碑建立
- 2008年（平成20年）12月 校舎耐震工事開始
- 2008年（平成20年）12月 校舎耐震工事完了
- 2009年（平成21年）8月 グラウンド東フェンス改修工事実施
- 2012年（平成24年）5月 空調設備設置完了
- 2015年（平成27年）4月 『5・4制』の小中一貫教育を先行開始[2]
- 2016年（平成28年）4月 小中一貫教育を本格実施
- 2017年（平成29年）8月 数学・理科甲子園ジュニア2017優勝（Team Kawai）[3]
- 2019年（令和元年）6月 ロンドンパラリンピック金メダリストの安達阿記子氏講演会を開催

## 歴代校長
- 初代：三村清八（1947.4.14～1950.3.31）
- 2代：竹内四郎（1950.3.31～1952.3.31）
- 3代：黒崎基一（1952.4.1～1956.4.1）
- 4代：坂田三郎（1956.4.1～1958.4.14）
- 5代：神田明二（1958.4.16～1966.4.1）
- 6代：赤松寛（1966.4.1～1968.3.31）
- 7代：小林賢司（1968.4.1～1969.4.1）
- 8代：梶尾栄一（1969.4.1～1976.3.31）
- 9代：笹倉美好（1976.4.1～1979.3.31）
- 10代：井野静男（1979.4.1～1984.3.31）
- 11代：藤本弘昭（1984.4.1～1986.3.31）
- 12代：藤原宏（1986.4.1～1990.3.31）
- 13代：大野忠治（1990.4.1～1993.3.31）
- 14代：宮脇賢（1993.4.1～1995.3.31）
- 15代：小谷泰司（1995.4.1～1997.3.31）
- 16代：河島信行（1997.4.1～2003.3.31）[4]
- 17代：伊藤泰弘（2003.4.1～2006.3.31）
- 18代：梶尾研三（2006.4.1～2007.3.31）
- 19代：内藤晴樹（2007.4.1～2010.3.31）
- 20代：藤原正毅（2010.4.1～2013.3.31）
- 21代：森本信一（2013.4.1～）
- 22代：阿尾剛（～）

## 学校行事
- 4月 - 1学期始業式、進級式、全国学力調査、家庭訪問、学習参観、PTA総会
- 5月 - かわいの大運動会、クリーンエコデー、かわい小中合同体育祭、中間テスト
- 6月 - サイバー教室、オープンスクール、小野市総合体育大会、9年進路説明会、おの検定
- 7月 - 期末テスト、東播総合体育大会、9年保育実習、生徒集会、1学期終業式、三者懇談会
- 8月 - PTA奉仕作業、2学期始業式
- 9月 - トライやるウィーク、クリーンエコデー、小野市新人戦
- 10月 - 修学旅行、中間テスト、東播新人戦、「発見」旅行、小中特合同遠足、川島隆太講演会
- 11月 - 人権フェスタ、9年オープンハイスクール、かわいフェスタ、期末テスト
- 12月 - 音楽会、7年ものづくり体験、2学期終業式
- 1月 - 3学期始業式、駅伝・マラソン大会
- 2月 - 1年スキー教室、クリーンエコデー、期末テスト
- 3月 - 卒業式、修了式

## 部活動
- 野球部
- サッカー部
- 男子ソフトテニス部
- 女子バレーボール部
- 女子卓球部
- 吹奏楽部

## 校区
- 小野市立河合小学校

## 周辺施設
- 小野市立河合小学校
- 小野市立小野特別支援学校
- JR加古川線河合西駅
- 神戸電鉄粟生線粟生駅
- 青野原駐屯地
- 中央保育所
- 亀鶴保育所
- 粟生こども園
- 小野市立ひまわりの丘公園
- 夢の森公園（金鑵城遺跡広場）
- 河合運動広場
- 河合城跡
- 鈴之宮神社
- 近津神社
- 萬福寺
- あお陶遊館アルテ

## 出身有名人
- 蓬萊務（小野市長）
- 肘井竜蔵（元プロ野球選手・千葉ロッテマリーンズ）

## 校区が隣接している学校
- 小野市立小野南中学校
- 小野市立小野中学校
- 小野市立旭丘中学校
- 加東市立社学園小中学校
- 加東市立滝野中学校
- 加西市立加西中学校